# 은폐력

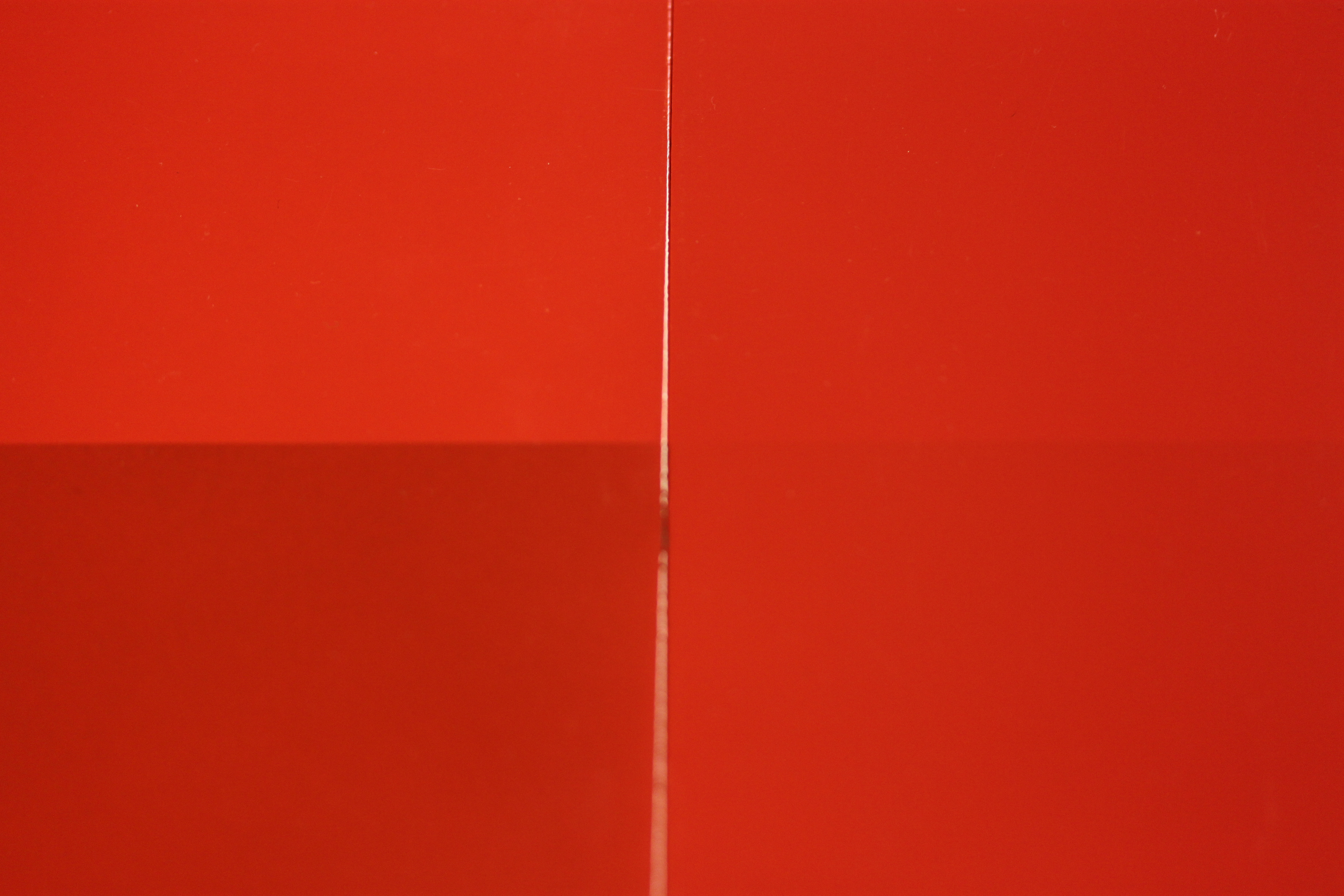
흰색판넬(위)과 검은색판넬(아래)을 두가지 빨간도료가 덮었다.

은폐력은 안료, 도료가 다른 물질에 잘 발라지거나 퍼지는 힘이다. 단위 중량의 안료 또는 도료가 완전히 덮을 수 있는 면적으로 표시된다.